# Gouvernement de consensus
 (novembre 2022).
Si vous disposez d'ouvrages ou d'articles de référence ou si vous connaissez des sites web de qualité traitant du thème abordé ici, merci de compléter l'article en donnant les références utiles à sa vérifiabilité et en les liant à la section « Notes et références ».
Un gouvernement de consensus est un système démocratique non partisan utilisé dans deux territoires canadiens : le Nunavut et les Territoires du Nord-Ouest. Cette forme de gouvernement est aussi utilisée au Nunatsiavut, un territoire autonome dans la province de Terre-Neuve-et-Labrador.
Dans chacune des juridictions où le gouvernement de consensus fut implanté, il y a une majorité d'électeurs autochtones. Le système a été élaboré dans les Territoires du Nord-Ouest dans les années 1970 en parallèle avec la dévolution de pouvoirs du gouvernement du Canada et l'implémentation de la démocratie directe. Cette forme de gouvernement fut adoptée par le Nunavut dès sa création en 1999.

## Origines et élaboration
En 1905, les provinces de l'Alberta et de la Saskatchewan furent créées à partir des Territoires du Nord-Ouest qui étaient beaucoup plus étendus. Le territoire du Yukon avait été créé en 1898 afin de faciliter la gouvernance sur les mines d'or. De plus, l'Ontario et le Québec virent leur territoire élargi vers le nord. Les territoires restants furent considérés comme inhabités par les Européens : principalement habités par les Dénés, les Métis et les Inuits, ils n'avaient besoin que de peu ou pas de gouvernance. Le commissaire des Territoires du Nord-Ouest, un fonctionnaire se rapportant au ministre des Affaires indiennes et du Nord à Ottawa, se vit octroyer l'autorité administrative plénière.
Un Conseil législatif était convoqué de temps à autre à partir de personnes notables qui avaient des notions des affaires concernant les Amérindiens et le développement du Nord. Le Deuxième Conseil des Territoires du Nord-Ouest se rencontrait sporadiquement, le plus souvent à Ottawa, et adoptait des ordonnances pour le bénéfice du territoire. Cette période est souvent considérée par les gens des Territoires du Nord-Ouest comme une période de négligence.
À partir des années 1950 et 1960, quelques résidents des Territoires du Nord-Ouest furent nommés ou élus au Conseil. Ces membres élus n'étaient pas Amérindiens initialement, mais le nombre de Dénés, de Métis et d'Inuits à être élus était grandissant. Les membres commencèrent à sécuriser les positions au Conseil exécutif en remplaçant les bureaucrates nommés par Ottawa et commencèrent à réclamer une dévolution des pouvoirs. Dans une série de lettres, le Ministre des Affaires indiennes et du Nord a graduellement réduit l'autorité du Commissaire et affirmé l'autorité de l'Assemblée.
Le premier Conseil exécutif entièrement composé de membres élus fut formé en 1980 et était dirigé par George Braden. Le système de gouvernement de consensus fut élaboré à partir de cette date.

## Choix des leaders
Les membres du corps législatif sont élus en tant qu'indépendants dans une circonscription unique par un scrutin uninominal majoritaire à un tour. Ensuite, les membres élus choisissent parmi eux d'abord le président (speaker), ensuite le premier ministre et finalement le cabinet. À chaque instance, le candidat doit obtenir la majorité des votes exprimés, ce qui signifie que plusieurs scrutins peuvent être nécessaires avant qu'un candidat ne soit élu.
Le premier ministre détient trois autorités principales : il ou elle nomme les portefeuilles détenus par chaque ministère et peut les enlever ou les ajuster, il contrôle l'agenda du cabinet/conseil exécutif et il engage, récompense, congédie ou remanie les leaders adjoints des ministères. 
L'adoption des lois et le gouvernement sont dépendants sur le fait de conserver la confiance du corps législatif. Cependant, étant donné qu'il n'y a pas de parti politique, il n'y a pas d'opposition officielle et, au lieu de caucus de parti, les membres participent régulièrement dans un caucus incluant tous les membres du corps législatif.